# Instituto Tecnológico de La Laguna
El Instituto Tecnológico de La Laguna (ITL) es una universidad pública ubicada en la ciudad de Torreón. El Instituto Tecnológico de La Laguna forma parte del Tecnológico Nacional de México.

## Historia
El Instituto Tecnológico Regional de La Laguna n.º 13, llamado así en un principio[cita requerida], se creó con el fin de satisfacer la necesidad de contar con técnicos especializados y profesionistas capaces de promover, planear, dirigir y organizar las industrias existentes y las de nueva creación. 
Se creó por la iniciativa de un grupo de egresados del Instituto Politécnico Nacional y a la acción conjunta del entonces Presidente de la República, el Lic. Gustavo Díaz Ordaz y el alcalde de Torreón, el Ing. Heriberto Ramos González.[cita requerida]
Hasta el año de 1987, se contaba con la impartición de educación de nivel medio superior.[cita requerida]

## Actualidad

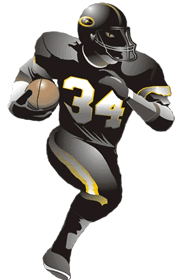
La mascota del instituto, el gato negro, con el uniforme del equipo homónimo de fútbol americano.

El Tecnológico tiene por mascota a un gato negro; recientemente se ha querido ver la oportunidad de agregar una segunda mascota, un tucán, pues hace poco tiempo una de estas aves usó los árboles de la institución como su hogar por algunas semanas. Se optó a este animal por diversas razones: a partir de cierta calzada conocida de la ciudad, las calles empiezan a tomar un número, siendo el caso de la calle Cuauhtémoc, donde se localiza el instituto, la número 13. Además, en el Sistema Nacional de Institutos Tecnológicos hoy Tecnológico Nacional de México, El I.T. de la Laguna fue el número 13 al fundarse[cita requerida]. Cuenta desde el 13 de mayo de 1993[cita requerida] con una emisión radiofónica llamada "Un Disparo Digital", tratando temas de ciencia, tecnología y cultura,  transmitida los sábados de 3:00 PM a 4:00 PM por la estación Radio Torreón Archivado el 21 de junio de 2015 en Wayback Machine. 96.3 FM. Dicha emisión es conducida en su totalidad por alumnos y exalumnos del Instituto.

### Incidentes
En 2009 alumnos de la licenciatura en Administración tomaron las instalaciones del ITL para exigir que se reabriera dicha carrera, además de exigir la destitución del director. El conflicto escaló al punto en que el 12 de octubre de ese año, integrantes de la Sociedad de Alumnos ingresaron por la fuerza en varios vehículos acompañados por jóvenes no pertenecientes al ITL, por lo que hubo presencia policíaca y militar en los alrededores del plantel sin necesidad que los elementos ingresaran. El 16 de octubre, se anunció la renuncia del director Antonio Flores en una reunión entre alumnos de Administración y un representante de la DGEST.
Durante el semestre de otoño 2018 hubo una serie de paros de labores a causa de una protesta del SNTE que exigía la destitución del director general del Tecnológico Nacional de México, Manuel Quintero. La sección 61 del SNTE determinó no dar clases los lunes hasta que terminara el año o hasta que se cumplieran sus exigencias. Ese mismo semestre el sindicato también tomó el Departamento de Recursos Humanos del ITL, exigiendo la destitución de la directora de dicho departamento. Argumentaban que los trabajadores del instituto presuntamente habían recibido malos tratos de dicha área. Además exigían una aclaración a una serie de presuntas irregularidades en pagos y trámites.
El 6 de diciembre de 2019 se intentó entregar una carta de amenaza acompañada de una bala a una maestra del ITL exigiendo que aprobara a todos sus alumnos de la materia de Síntesis y Optimización de Procesos. Al final se determinó que todos los alumnos que cursaron esa materia con ella deberían volverla a tomar el siguiente semestre, esto para proteger la integridad de la docente.

## Oferta educativa

### Licenciaturas
El tecnológico ofrece 11 carreras:[cita requerida]
- Licenciatura en Administración
- Ingeniería Electrónica
- Ingeniería Eléctrica
- Ingeniería Industrial
- Ingeniería Mecánica
- Ingeniería Mecatrónica
- Ingeniería Química
- Ingeniería en Energías Renovables
- Ingeniería en Gestión Empresarial
- Ingeniería en Sistemas Computacionales
- Ingeniería en semiconductores

### Educación a distancia
La carrera de Ingeniería Industrial e Ing. en Gestión Empresarial  también se encuentra en su modalidad a distancia, valiéndose de la plataforma Moodle para asistir a clases.[cita requerida]

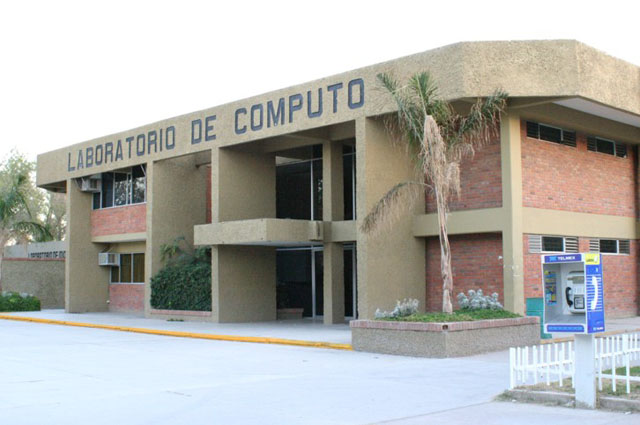
Laboratorio de cómputo.

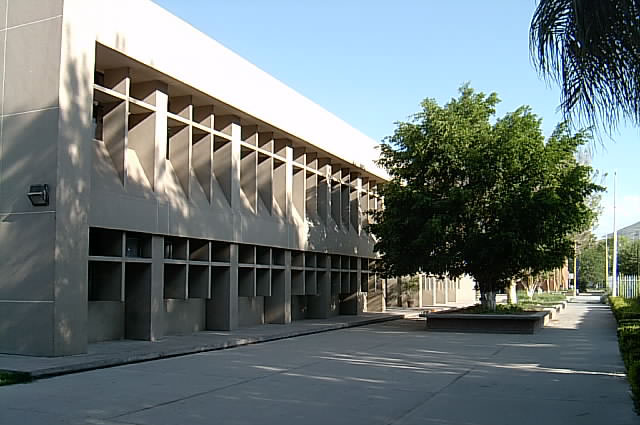
Edificio Académico-de Sistemas Computacionales.

### Maestrías
- Maestría en Ingeniería Industrial
  - Especialidad en Administración de Sistemas Integrales de Calidad
- Maestría en Sistemas Computacionales
  - Especialidad en Ingeniería de Software
- Maestría en Ciencias en Ingeniería Eléctrica
  - Especialidad en Ingeniería de Potencia
  - Especialidad en Mecatrónica y Control
  - Especialidad en Instrumentación Electrónica

### Doctorados
- Doctorado en Ciencias de la Ingeniería Eléctrica

### Idiomas
El Tecnológico cuenta también con la enseñanza de lenguas extranjeras
- Inglés
- Francés
- Chino

Así como Centro Integral de Desarrollo y Competitividad (CICAP) 
- Se imparten cursos y diplomados a empresas